# Prüm (rivière)
Pour les articles homonymes, voir Prüm (homonymie).
La Prüm est une rivière allemande et un affluent rive gauche de la Sûre donc un sous-affluent du Rhin, par la Moselle.

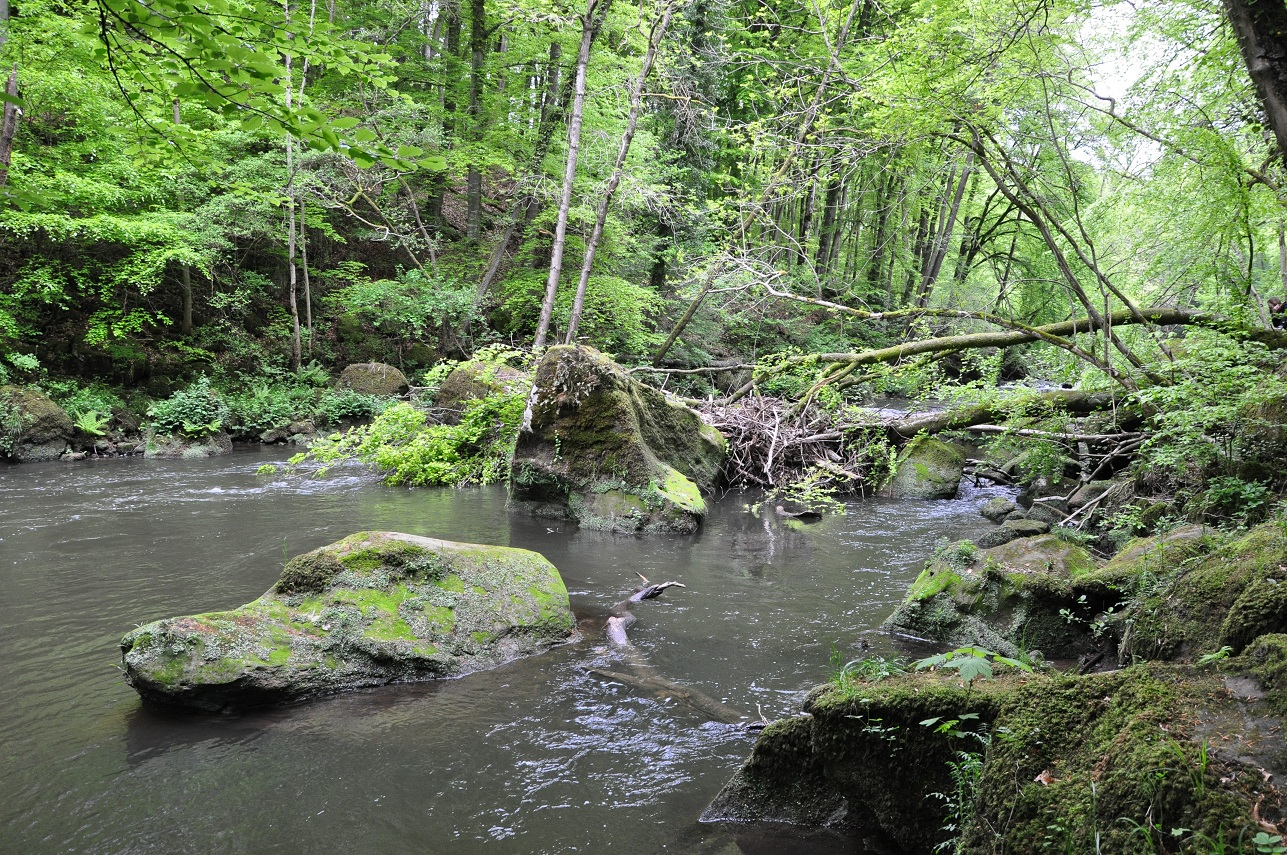
La Prüm entre Prümzurlay et Irrel

## Géographie
Sa source se situe près de Reuth à l’extrémité nord-est d’une crête montagneuse appelée  Schneifel à une altitude de 600 m et son embouchure est à 156 m. Comme c'est une rivière à régime torrentiel sur une grande partie de son trajet, elle est de ce fait bien aimée par les amateurs de canoë.
Sa longueur est de 85 km.